# Björn Nordin
Björn Nordin, född 5 juli 1946, död 18 februari 2001, var en svensk orienterare som tog silver vid VM 1970.
Utöver VM-silver 1970 vann Nordin även finska Jukkola, 1976, och Tiomila två gånger, 1978 och 1980. Han fortsatte att tävla efter avslutad elitkarriär, inte minst i 5-dagars där han tog över tolv raka totalsegrar. Han erhöll också Skogskarlarnas guldmärke.